# Scopula afghana
Scopula afghana är en fjärilsart som beskrevs av Ebert 1965. Scopula afghana ingår i släktet Scopula och familjen mätare. Inga underarter finns listade.